# Luke Hemmerich
Luke Hemmerich (* 9. Februar 1998 in Hattingen) ist ein deutscher Fußballspieler.

## Karriere

### Verein

#### Jugend
Hemmerich wuchs im Hattinger Ortsteil Niederwenigern auf und trat in seiner Kindheit den Sportfreunden Niederwenigern bei. 2005 wechselte er in die Jugendakademie von Bayer 04 Leverkusen und spielte dort sieben Jahre lang, ehe er 2012 sich der Jugend von Rot-Weiss Essen anschloss. Zum 1. Januar 2014 wechselte er in das Nachwuchsleistungszentrum des FC Schalke 04. In der Weststaffel der A-Junioren-Bundesliga 2015/16 kam Hemmerich zu 19 Einsätzen und drei Toren. Am Saisonende belegte er mit seiner Mannschaft den zweiten Platz hinter Borussia Dortmund, was nicht zur Qualifikation für die Endrunde um die deutsche A-Junioren-Meisterschaft reichte. In seiner letzten Saison als Jugendlicher spielte er in allen 26 Partien in der West-Staffel der A-Junioren-Bundesliga und erzielte sechs Tore. Als Ligazweiter – wie im Vorjahr hinter Borussia Dortmund – qualifizierte sich die Schalker U19 in diesem Jahr jedoch für die Endrunde um die deutsche A-Junioren-Meisterschaft. Das Halbfinalhinspiel der Endrunde gewann der FC Schalke 04 mit 3:1 beim FC Bayern München. Das Rückspiel im Wattenscheider Lohrheidestadion verlor Schalke mit 2:4; hierbei gelang ihm das Tor zum 2:3. Im nachfolgenden Elfmeterschießen unterlag man trotz eines verwandelten Elfmeters von Hemmerich mit 4:5 und schied aus dem Wettbewerb aus.

#### Profi
Im Mai 2017 unterschrieb Hemmerich einen Profivertrag bei Schalke 04, dessen Laufzeit im August 2017 bis zum 30. Juni 2020 verlängert wurde.
Am 28. August 2017 wechselte Hemmerich auf Leihbasis bis zum Ende der Saison 2017/18 in die 2. Bundesliga zum VfL Bochum. Am 30. September 2017 bestritt er bei der 0:3-Auswärtsniederlage gegen Holstein Kiel sein erstes Zweitligaspiel, als er in der 80. Minute für Lukas Hinterseer eingewechselt wurde. Hemmerich konnte sich bei den Bochumern nicht nachhaltig durchsetzen und absolvierte in der 2. Bundesliga lediglich sieben Partien. Zur Saison 2018/19 wechselte er innerhalb der 2. Bundesliga zum FC Erzgebirge Aue. Er unterschrieb einen Vertrag mit einer Laufzeit bis zum 30. Juni 2021. Auch dort kam er – unter Trainer Daniel Meyer – im Ligaalltag zu nur zwei Einsätzen und wechselte daher in der Wintertransferperiode auf Leihbasis zum Drittligisten Energie Cottbus. In der Lausitz kam Hemmerich regelmäßig zum Einsatz, stand allerdings bei seinen 17 Drittligaeinsätzen lediglich neun Mal in der Startformation. Energie Cottbus stieg zum Ende der Saison in die Regionalliga Nordost ab.
Nach dem Abstieg des FC Energie kehrte Hemmerich nicht mehr nach Aue zurück und wechselte ablösefrei zu den Würzburger Kickers, bei denen der Verteidiger einen bis Juni 2021 gültigen Vertrag erhielt. In Unterfranken spielte er in seiner ersten Spielzeit oft und gehörte phasenweise als rechter Außenverteidiger zu den Stammspielern. Am Ende der Saison 2019/20 stieg er mit den Würzburger Kickers in die 2. Bundesliga auf. In der Zweitligasaison 2020/21 kam Hemmerich zu Saisonbeginn zu drei Teileinsätzen, bevor er zunächst wegen einer Erkrankung am Pfeifferschen Drüsenfieber und später an COVID-19 im weiteren Saisonverlauf nicht mehr zum Spieltagsaufgebot gehörte und sein am Saisonende auslaufender Vertrag bei den Unterfranken nicht mehr verlängert wurde.
Im August 2021 schloss sich Hemmerich dem West-Regionalligisten Preußen Münster an. Lange Zeit war er während der Saison 2021/22 – wenn überhaupt – Einwechselspieler, doch ab dem 22. Spieltag war er – mit Ausnahme des letzten Spieltages, wo er nicht zum Einsatz kam – als linker Außenverteidiger erste Wahl. Nach dem Aufstieg der SpVgg Bayreuth in die 3. Liga wechselte Hemmerich im Sommer 2022 erneut nach Franken. Anfänglich war er Stammspieler als Linksverteidiger – vereinzelt wurde er auf der rechten Außenbahn eingesetzt –, doch nach dem Jahreswechsel war er häufiger entweder Einwechselspieler oder gehörte teils nicht dem Spieltagskader an. Die SpVgg Bayreuth musste zum Ende der Saison wieder den Gang in die Regionalliga Bayern antreten. Daraufhin kehrte Hemmerich – nach einiger Zeit der Vereinslosigkeit – wieder zu den Kickers aus Würzburg, die ebenfalls wieder in der Regionalliga Bayern antraten, zurück, war aber mit 15 Einsätzen – überwiegend als Einwechselspieler – kein Stammspieler. Die Würzburger Kickers waren ab dem zehnten Spieltag durchgehend Tabellenführer und sicherten sich als Meister der Regionalliga Bayern die Teilnahme an den Aufstiegsspielen zur 3. Liga, in der sie – trotz eines 1:0-Hinspielsieges – nach Elfmeterschießen gegen die Zweitvertretung von Hannover 96 verloren. Zudem erreichte Hemmerich mit seinem Verein im bayerischen Landespokal das Finale, wo sie mit 1:2 gegen den FC Ingolstadt 04 verloren. Zur Saison 2024/25 zog es ihn zum Ligakonkurrenten TSV Aubstadt. Zur Saison 2025/26 kehrte Hemmerich ein drittes Mal zu den Würzburger Kickers zurück. 

### Nationalmannschaft
Für deutsche Junioren-Nationalmannschaften spielte Hemmerich in drei Freundschaftsspielen jeweils die erste Halbzeit.
Für die U18 kam er im April 2016 bei einem 1:1 in Grenchen gegen die Schweiz zum Einsatz. Für die U19-Nationalelf spielte er in zwei Partien, dies waren im November 2016 im Spanischen Salou ein 1:2 gegen Tschechien und im April 2017 ein 3:1 in Lübeck gegen Dänemark.

## Erfolge
Energie Cottbus
- Brandenburgischer Landespokalsieger: 2019

Würzburger Kickers
- Vizemeister der 3. Liga und Aufstieg in die 2. Bundesliga: 2020